# Onthophagus matsuii
Onthophagus matsuii là một loài bọ cánh cứng trong họ Bọ hung (Scarabaeidae).